# Code électoral (Guinée)
 (octobre 2024).
Si vous disposez d'ouvrages ou d'articles de référence ou si vous connaissez des sites web de qualité traitant du thème abordé ici, merci de compléter l'article en donnant les références utiles à sa vérifiabilité et en les liant à la section « Notes et références ».
Pour les articles homonymes, voir Code électoral.
Le code électoral regroupe, en Guinée, les dispositions législatives et réglementaires relatives aux élections politiques, c'est-à-dire à l'élection du président de la république, des députés, des conseillers municipaux.